# Geckolepis
Geckolepis es un género de gecos de la familia Gekkonidae. Son gecos nocturnos que se encuentran en la isla de Madagascar.

## Especies
Se reconocen las siguientes tres especies:
- Geckolepis maculata Peters, 1880
- Geckolepis polylepis Boettger, 1893
- Geckolepis typica Grandidier, 1867